# Didier Drogba
Didier Yves Drogba Tébily (Abidjan, 1978. március 11. –) elefántcsontparti válogatott labdarúgó, aki jelenleg a Phoenix Rising társtulajdonosa.
Didier hazájában a „Drogba” név az 1 literes söröskancsó szinonimájává vált, utalva az elefántcsontparti játékos erős combjára és erős rúgására.

## Élete
1978. március 11-én született Abidjanban. Gyermekkorát a szülőhazájában, Elefántcsontparton töltötte, majd Franciaországba költözött. 'Tito', ahogy családja és barátai hívták, először ötéves korában hagyta el szülőhazáját. A bretagne-i Brestbe utazott, ahol nagybátyja, Michael Goba, volt profi labdarúgó várta. Drogba három évet töltött a nagybátyjánál. Brestben, Angoulêmeben és Dunkerque-ben is élt, de honvágya volt, ezért hazatért.
Mivel hazájában a gazdasági állapotok tovább romlottak, Drogba visszaköltözött nagybátyjához Dunkerque-be, de kamaszként elköltözött tőle Franciaország más részére. Ekkor kezdett el futballozni. 1991-ben Didier szülei szintén Franciaországba utaztak, először Vannes-ben, majd 1993-ban Párizs külvárosában, Antony-ben telepedtek le. Amikor Drogba 15 éves volt, újraegyesült a családja. 18 éves korában leszerződött Levallois-val, amit később fel is juttatott saját osztályából a National 2-be, a francia negyedosztályba.
Didier egy Alla nevű mali nőt vett feleségül, akivel Párizsban találkozott. Három gyerekük született. Legidősebb fiuk, Isaac kedvenc játékosa Thierry Henry, ezért a fiú gyakran Arsenal-mezt visel.

## Pályafutása

### Le Mans és Guingamp
Drogba 19 évesen, 1998-ban aláírt a Le Mans-hoz, amely ekkor a Ligue 2-ben játszott. Miután elérte, hogy profi szerződést kapjon, már első szezonjában ismertté vált, hét gólt lőtt. A következő két szezonban hosszan tartó sérülése volt, ennek ellenére nagy lehetőség állt előtte, az Guingamp-pal tárgyalásokat folytathatott, majd 24 évesen, 2002-ben a Ligue 1-ig feljutott a csapattal. Drogba másfél szezont töltött a Guingampnál, első meccsén megszerezte edzője, Guy Lacombe bizalmát. Egyetlen, a klubbal töltött szezonjában Drogba tizenhét gólt lőtt és ezzel a hetedik helyre juttatta csapatát, ami az eddigi legjobb helyezés volt a Guingamp történetében. Ekkor Franciaország egyik legnagyobb klubja, az Olympique de Marseille is szerződtetni akarta.

### Marseille
A Marseilleben eleinte vitái voltak Alain Perrinnel, aki megszerezte Drogbát a Guingamptól, de Perrint nem sokkal később José Anigóra leváltotta. Mindezek ellenére Drogba egyenletes teljesítményt nyújtott, 19 gólt lőtt és megnyerte az Év Francia játékosa díjat. A szezon Bajnokok Ligájában 5 gólt lőtt, az UEFA-kupában pedig újabb 6-ot, a szezonban összesen 29-et. Az UEFA-kupában már a kezében érezhette az érmet, azonban a döntőben a Marseille vereséget szenvedett a Valenciától. Jó teljesítménye miatt ismét a nagyobb klubok figyelmének középpontjába került. Játéka legfigyelemreméltóbb az UEFA-kupában a Liverpool elleni (gólt lőtt az Anfielden, és a visszavágón) és a Newcastle elleni mérkőzéseken (két gólt lőtt, az egyiket szögletből) volt. A szezon végén a Chelseahez igazolt. A klub 24 millió fontot adott érte, ami rekordösszegnek számított a klub történetében, egészen Andrij Sevcsenko érkezéséig, akit körülbelül 30 millió fontért szerződtettek 2006 nyarán. Drogba még ekkor is nagy tiszteletnek örvendett Marseilleben. A Stade Velodrome lelátóin továbbra is az ő nevét skandálták. Drogba Olympique de Marseille-mezét ki is állították a marseille-i bazilikában, a Notre-Dame de la Garde-ban, miután a játékos az UEFA-kupát megelőzően odament.

### Chelsea

#### 2004–05
2004 júliusában írt alá a Chelsea-hez. Drogba jól alkalmazkodott a Premier League-hez, gólt szerzett a harmadik mérkőzésén egy fejessel a Crystal Palace ellen. A szezonja félbeszakadt, amikor egy izom meghúzódott a hasában a Liverpool elleni mérkőzésen, amely miatt két hónapig nem tudott játszani. Ennek ellenére ő örvendhetett a második legjobb gólátlag/perc mutatónak a Premier League-ben Thierry Henry után. A Chelsea-ben 40 mérkőzésen 16 gólt szerzett az első szezonjában (10-et a Premiershipben, 5-öt a Bajnokok Ligájában, és 1-et a ligakupa döntőjében), de számos kritikát kapott viselkedése miatt.
A szezon nagyon sikeresnek bizonyult a Chelsea számára. Megnyerték a Premiershipet, másodszor is Anglia topligájának bajnokai lettek 50 év után, és a Carling Kupában, Drogba góljával a hosszabbításban 3-2-re nyertek a Liverpool ellen a Millennium Stadionban. Fontos szerepet játszott a Bajnokok Ligája elődöntőjébe jutásban, ahol gólt lőtt excsapatának, a Marseille ősi riválisának, a Paris Saint-Germain-nek és újabb két gólt szerzett mindkét lábával a negyeddöntőben a Bayern München ellen.

#### 2005–06
Drogba nagyszerűen kezdte a 2005–06-os szezont, két gólt lőtt a Community Shield-en az Arsenal elleni győzelmükkor. Mindkét gólnál Drogba könyörtelenül kihasználta a fiatal svájci védő, Philippe Senderos hibáját. A teljesítménye alapján a mérkőzés emberévé választották a két 4-1-es győzelem után. Egyik a Liverpool ellen az Anfielden, ahol mindegyik gólból kivette a részét, a másik pedig a West Ham United ellen, ahol az első gólt ő lőtte, a másodikat pedig Hernán Crespo-nak adta, és kitűnően is játszott.
Drogbát csalással vádolták a Manchester City elleni 2-0-s találkozó idején, a 2005-06-os szezon alatt. Látszott, hogy a kezével irányította a labdát a kapuba a második gólja előtt. A mérkőzésről nyilatkozott a BBC-nek, és beismerte, hogy kézzel ért a labdába és látszólag bevallotta, hogy csalt, azt mondta, "néha lebukok, néha nem" de azonnal visszavonta a megjegyzését: "Nem buktam le, játszottam a saját játékomat."
A Chelsea meg akarta védeni a bajnoki címét, így kétszer olyan keményen küzdöttek, hogy másodszor is megnyerjék az Angol Premier League-t két egymást követő évben. Végül Drogba adta a legtöbb gólpasszot a Premier League-ben, 11 gólpasszal lett a legjobb ebben a mutatóban. Újra 16-szor talált be a szezonban (12-szer a Premiershipben, 2-szer a Community Shield-ben, 1-szer a Bajnokok Ligájában és 1-szer az FA-kupában.)
2006. június 11-én Drogba elárulta az angol sajtónak, hogy egyszer vissza akar térni a Marseille-hez, de elmondta, hogy kész meghosszabbítani a szerződését a Chelsea-nél és hogy örömmel játszana új csapattársaival, Michael Ballackkal, Andrij Sevcsenkoval, Salomon Kalouval és John Obi Mikellel.
Csatártársa, Hernán Crespo és a szélső Damien Duff távozott, és a vezetőedző Mourinho a 4-4-2-es formációt váltotta 4-3-3-ra. Míg az előző két szezonban egyedül volt támadó, Drogba helye stabil maradt az elkövetkező szezonban is, de új csatártársa, Andrij Sevcsenko mellett játszhatott.

#### 2006–07
Miután Damien Duff a Newcastle United-hez távozott, Drogba a 15-ös számú mezt, amelyet a Chelsea-nél 2004 óta viselt, leváltotta a Duff által szabaddá tett 11-es számú mezre. A szezonban Drogba saját legnagyobb sikerét érte el, 33 gólt lőtt összesen (többet, mint az előző két szezont együttvéve), 20 góllal lett a Premier League aranycipőse. Így Kerry Dixon (1984–85-ös szezon) óta ő az első játékos a Chelsea-ben, aki a 30 gólt elérte egy szezonban. A 33 góljából 20-at a Premier League-ben, 6-ot a Bajnokok Ligájában, 3-mat az FA-kupában és 4-et a Carling-kupában (Ligakupa) szerzett.
Legszebb pillanatai közé tartozik a büntetőterületen kívüli győztes góljai a Liverpool, Everton és az FC Barcelona ellen. A Barcelona ellen a 93. percben egyenlített a Camp Nou-ban. A Carling Kupa döntőjében mindkét Chelsea-gólt ő lőtte az Arsenal elleni győztes mérkőzésen. Kétszer mesterhármast szerzett; egyszer a Watford ellen, egyszer pedig a Levszki Szófia ellen a Bajnokok Ligájában, mely a Chelsea első mesterhármasa volt az európai sorozatban Gianluca Vialli óta, aki 1997-ben a Kupagyőztesek Európa-kupájában szerezte mesterhármasát. A szezon utolsó mérkőzésén győztes gólt lőtt a Manchester Unitednek az új Wembley Stadion első FA-kupa döntőjében.
2007 januárjában Drogba az Év Elefántcsontparti Játékosa volt, megelőzve ellenfeleit, mint például a Lille-ben játszó Kader Keitát, a Lens játékosát, Aruna Dindane-t, és az Arsenalos Kolo Touré-t. Márciusban megválasztották az Év Afrikai Játékosává pályafutása során először, megelőzve a kameruni válogatott és a Barcelona játékosát, Samuel Eto’o-t, valamint a Chelsea-ben szereplő csapattársát, a ghánai Michael Essien-t. A szezonbeli teljesítményét látván beválasztották az év Premier League Álomcsapatába és második lett az Év Premier League Játékosa szavazásán Cristiano Ronaldo után.
2007 márciusában Drogba fiatalabbik testvére Joёl megpróbálkozott berobbanni az angol futballba, az Angol Liga 1-es klubbal, a Leyton Orient-tel tárgyalt. Azonban a tárgyalás sikertelennek bizonyult.

#### 2007–08

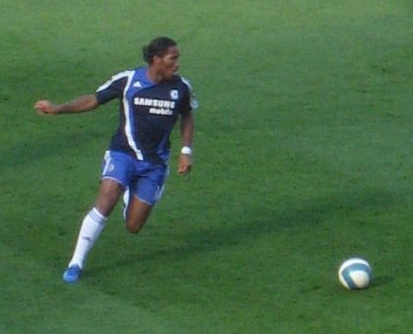
Drogba a 2007-es évben

Drogba a következő szezonban is tartotta a 2006–07-es nagyszerű formáját. Mivel sérült volt, végig kellett néznie, ahogy csapata elveszti a Community Shieldet a Premier League címvédője, a Manchester United ellen. A szezonban a Chelsea első bajnoki mérkőzésén, a Birmingham City ellen szintén csereként szerepelt. Ebben a szezonban első gólját a Reading elleni mérkőzésen, Frank Lampard egyenlítőgólja után lőtte.
Drogba könnyek közt élte meg, amikor az előző menedzser, José Mourinho bejelentette a Chelsea edzőpályájáról való távozását, amely a klubbal való közös megegyezés alapján történt, majd játékosaitól elköszönt. A játékos ezután azt nyilatkozta a France Football Magazine-nak, hogy el akarja hagyni a csapatot. Drogbát ezen kijelentése után több európai klubbal is szóba hozták, többek közt az AC Milannal, a Real Madriddal és a Barcelonával.
2007. szeptember 28-án, a Fulham elleni mérkőzésen a keretet újabb megrázkódtatás érte, mikor Didier Drogbát második sárgalapja után a játékvezető kiállította. Egy bajnoki mérkőzésre eltiltották, ezért a Chelsea következő mérkőzését 2007. október 7-én, a Bolton ellen, kénytelen volt kihagyni. Győztes gólt lőtt azonban a Valencia elleni 2–1-es nagyszerű győzelem során, ráadásul a Mestalla stadionban, a Bajnokok Ligájában 2007. október 3-án.
"Amíg a Kékek szerelésében lépek pályára, a legjobbamat adom. Minden egyes meccsen." - nyilatkozta Drogba, miután bejelentette távozási szándékát. Ezt mi sem bizonyítja jobban, minthogy október 20-án a Middlesbrough ellen, október 24-én a Schalke 04 ellen a BL-ben, majd október 27-én kétszer a Manchester City ellen talált be a kapuba. A gólszerzést folytatta november 11-én: az Everton ellen az ő jóvoltából szerzett vezetést a csapat, viszont a végeredmény 1–1 lett. A Bajnokok Ligájában november 28-án duplázott a Rosenborg ellen, a mérkőzést a Chelsea nyerte idegenben 4–0-ra. Ezt követően egy edzésen megsérült, és térdműtéten kellett átesnie. Emiatt 4 hetet hagyott ki, és ezzel együtt három fontos mérkőzést: a Valencia, az Arsenal és a Liverpool ellen. A Queens Park Rangers elleni FA-kupa meccsre tért vissza, ahol 30 percet játszott. Ez volt a legutolsó mérkőzése, mielőtt elutazott az Afrikai nemzetek kupájára. A torna után 2008. február 24-én gólt lőtt a ligakupa döntőjében a Wembley Stadionban a Tottenham Hotspur ellen, a kupa azonban az ellenfélé lett, miután Dimitar Berbatov és Jonathan Woodgate is betalált a Chelsea hálójába. 2008. március 23-án az Arsenal elleni kulcsfontosságú mérkőzésen az ő duplájával fordított a csapata hazai pályán a bajnokságban. Ezzel a Chelsea a második lett a tabellán, 5 ponttal lemaradva az első Manchester United-től.
A Chelsea ebben az évben Didier vezérletével eljutott a Bajnokok Ligája döntőjébe, ahol a bajnoksághoz és az angol szuperkupához hasonlóan csak a Manchester United volt jobb a Kékeknél. A döntőben tizenegyesek döntöttek, ahol Drogba már nem volt a pályán, mivel a hosszabbítás 116. percében a Nemanja Vidić ellen elkövetett szabálytalanságát (arcon ütötte a szerb védőt) piros lappal büntette és kiállította a mérkőzést vezető szlovák Ľuboš Micheľ.

#### 2008–09
A szezon elején makacs térdsérülést szenvedett, csak novemberben léphetett újra pályára. Első gólját november közepén a Burnley elleni ligakupa meccsen szerezte, azonban gólöröme közben a Burnley szurkolói pénzérmékkel dobálták meg, Drogba pedig egyet visszadobott közéjük. Az Angol labdarúgó-szövetség három meccsre eltiltotta a csatárt. Visszatérése után a CFR Cluj kapujába talált be legközelebb, a BL csoportkörében, majd végre a bajnokságban is gólt szerzett decemberben. De ez is kevés volt ahhoz, hogy sérülései és eltiltsa után a kezdőben szerepelhessen, mivel Scolari egy csatárral játszatta a csapatot, és ő Anelkát favorizálta. Azonban nem sokáig ücsörgött a padon, Scolarit február elején menesztették a csapat gyenge teljesítménye miatt. Az új menedzser, Guus Hiddink első öt meccsén Drogba 4 gólt szerzett. A csatár góljainak is köszönhetően a Chelsea bejutott a BL-elődöntőjébe a Liverpoolt legyőzve (Drogba mindkét meccsen lőtt gólt), majd négy nappal később győztes gólt szerzett az FA-kupa-elődöntőjében. A BL-ben a Chelsea a Barcelonát kapta, az első meccsen 0–0 lett, a visszavágón, hazai pályán pedig a hosszabbításban egyenlített Iniesta és kiejtette a Chelsea-t. Drogba a meccs után még a pálya szélén a kamerába üvöltötte, hogy a mérkőzés játékvezetője, Tom Henning Øvrebø elcsalta a mérkőzést. A történtek után az UEFA 6 meccses eltiltással sújtotta a játékost, majd a Chelsea fellebbezése után 5 meccsre mérsékelték a büntetést. A szezon utolsó meccsén, az FA-kupa-döntőn góllal segítette győzelemhez csapatát. Az átigazolási szezonban az előző évekkel ellentétben nem hangoztatta, hogy szeretne eligazolni, az idény végén távozó Hiddink-et váltó Carlo Ancelotti biztosította bizalmáról, Drogba pedig aláírt egy új, 2012-ig szóló szerződést.

#### 2009–10
Drogba jó formában várta a szezont, ami a Manchester United elleni Szuperkupával kezdődött. A mérkőzés döntetlennel végződött, a tizenegyeseket pedig a Chelsea rúgta jobban, Drogba is értékesített egyet. A bajnokságban is jól kezdett a csatár, az ő duplájával fordított, és nyert a csapat az első fordulóban a Hull ellen. A 3. fordulóban újra betalált, a Nyugat-londoni rangadón vette be a Fulham kapuját. Szeptember 20-án már 5 gólnál járt, ekkor a Tottenhamnek köszönt be. A Wigan elleni 3–1-es vereség alkalmával 100. Chelsea-színekben szerzett gólját ünnepelhette. Október 4-én főszerepet játszott a Kékek első "Nagy négyes"-beli csapat ellen játszott meccsén, a Liverpool 2–0-s legyőzése során mindkét gólpasszt ő adta. Drogba továbbra is nagyszerű formában játszott, október végén 3 nap alatt kétszer verték 4–0-ra a Boltont (egyszer a ligakupában, egyszer a bajnokságban), a csatár mindkét meccsen szerzett gólt, az egyiket a hónap góljának választották a bajnokságban.
Eltiltása miatt csak novemberben debütálhatott a Bajnokok Ligájában, az Atletico Madrid elleni 2–2-es döntetlen alkalmával duplázni tudott. A bajnokságban 1 hónap alatt kétszer is duplázott; a második nagy rangadón, az Arsenal ellen, és az Everton elleni 3-3 alkalmával.
Január 3. és 30. között az Afrikai nemzetek kupáján szerepelt hazája válogatottjával. Elefeántcsontpart csalódást keltően szerepelt, már a negyeddöntőben búcsúztak, Drogba mindhárom meccsen végig játszott, egy gólt szerzett. Február 2-án tért vissza a pályára a Chelsea-nél, a gyenge afrikai szereplés azonban nem szegte kedvét, 1 pontot érő gólt szerzett a Hull City ellen. Március 24-én a Portsmouth ellen már szezonbeli 30. gólját szerezte. Április 3-án az MU elleni "bajnoki döntőn" gólt szerzett (lesről), a Chelsea pedig 2–1-re nyert. A győzelem után már csak egy komoly feladat állt a csapat előtt, ezt is teljesítették, a 37., utolsó előtti fordulóban a Liverpool idegenbeli 2–0-s legyőzésével már szinte biztos volt a Kékek bajnoki címe. Drogba ezen a meccsen is gólt szerzett.
Május 9-én, az utolsó fordulóban mesterhármassal vette ki a részét a Wigan 8–0-s kiütéséből, amivel a Chelsea-t a bajnoki címhez segítette, magát pedig a góllövőlista élére lőtte (29 góllal), az utolsó fordulóban megelőzve Wayne Rooney-t. Kevesebb, mint egy héttel később az FA-kupa-döntőben az ő egyetlen gólja döntött a kupa sorsáról, szabadrúgásból vette be David James kapuját.

#### 2010–11
Drogba már az előző szezonban is bajlódott ágyéksérülésével, a világbajnokságon még játszott, de utána már nem halogathatta az operációt, július 23-án megműtötték. Az operáció után 2 héttel már pályára lépett, fél órát játszott Nicolas Anelka cseréjeként, az elvesztett szuperkupa-döntőn. A bajnokságban már jobban ment a Chelsea-nek, az első két meccsen egyaránt 6-0-ra verték a West Bromwich-ot, és a Wigant. Drogba az első meccsen mesterhármast szerzett, a másodikon 2 gólpasszt adott honfitársának, Salomon Kalou-nak. A 3. fordulóban is betalált, a Stoke ellen büntetőből volt eredményes.

#### 2011–12
Didier Drogba augusztus 27-én a Norwich elleni mérkőzésen a 64. percben John Ruddyval történt ütközésekor a földre esett és enyhe agyrázkódást szenvedett. Felépülése után jó pár gólt szerzett a Chelsea-nek, főleg az emlékezetes Bajnokok Ligája finaléjában szerzett győztes gólt.

### Shanghai Shenhua

#### 2012–2013
Drogba átigazolt a kínai Shanghaj Shenhua-hoz és ott folytatja pályafutását a volt Chelsea-s csapattársa Nicolas Anelka mellett. 2013 januárjában mindkét labdarúgó távozott a klubtól.

### Galatasaray

#### 2012–2013
2013. január 28-án Drogba másfél éves szerződést írt alá a török bajnokság (Süper Lig) tabelláját vezető és a Bajnokok Ligájában is talpon álló Galatasarayhoz.
A 12-mezszámot kapta a klubtól.
Drogba első gólját 2013. február 15-én szerezte idegenben a Akhisar Belediyespor elleni bajnoki mérkőzésen. Rá két hónapra lőtt még négyet, előbb a Mersin İdmanyurdu majd az Elazığspor ellen tudott duplázni így az első szezonját 5 góllal zárta.

#### 2013–2014
Drogba viszonylag jól kezdte a szezont második évében a Galatasaraynál, már a negyedik bajnokiján betalált az Antalyaspor ellen, gólja azonban csak a döntetlenhez volt elég. Ezek után majd egy hónapig nem sikerült az ellenfelek hálóját megzörgetnie. 2013. október 6-án talált be az Akhisar Belediyespor ellen, ám gólja csak a szépítésre volt elég. Csapata ezután a török bajnokságban zsinórban négy mérkőzést nyert, ebből Drogba két meccsen góllal vette ki a részét a győzelemből. 2013. október 27-én a Kayserispor elleni idegenbeli 4–2-es meccsen az utolsó gól az övé volt, majd rá egy hétre a Konyaspornak is lőtt egyet (2–1).
2014 májusában bejelentette, hogy elhagyja a török csapatot, miután lejár a szerződése.

### A válogatottban
Drogba elefántcsontparti nemzetiségű és segítette csapatát kvalifikálni Elefántcsontpart történelmében először, a Világbajnokság döntő küzdelmeibe a 2006-os Németországi világbajnokságon. Először 2002. szeptember 9-én lett válogatottja tagja, a Dél-Afrika elleni mérkőzésen (0-0). Az első gólját az "Elefántoknál" 2003. február 2-án lőtte Kamerunnak (3–0-s győzelem). A kilenc selejtező mérkőzés során kilenc gólt lőtt – statisztikája rekord a nemzeti futballjukban. 2005 februárjában megszavazták Samuel Eto'o után az év Afrikai labdarúgójává. 24-szer talált be 34 mérkőzésen, 2006. június 17-éig.
2006 februárjában, Drogba az elefántcsontparti válogatott csapatkapitánya lett és másodszor jutottak el az Afrikai Nemzetek kupájának döntőjéig. A Nigéria elleni elődöntőben Drogba szerezte az egyetlen gólt, a negyeddöntőben pedig büntetőpárbajban 12–11-re legyőzték Kamerunt. Azonban a döntőt elvesztették Egyiptom ellen, 0-0-s döntetlen után tizenegyesekkel kaptak ki 4–2-re, ahol Drogba kihagyta a tizenegyest.
A 2006-os világbajnokságon Elefántcsontpartot a "halálcsoportba" sorsolták, ahol Szerbia és Montenegróval, Hollandiával és Argentínával került össze. 2006. június 10-én, Drogba belőtte pályafutása és országa történetének első világbajnoki találatát Argentína ellen, de csapata kikapott 2–1-re. A mérkőzés utáni sajtókonferencián, Drogba dicsérte csapattársait a jó csapatmunkáért (különösen Bakari Koné-t és Didier Zokora-t), de hangsúlyozta, hogy csapattársainak dolgozni kell a hibák kiküszöböléséért és szervezettebbnek kell lenni. "Nagy a különbség köztünk, Argentína egy nagy csapat, mi pedig egy kis csapat vagyunk," mondta Drogba, "A kis csapatok fizetnek, ha hibáznak a nagy csapatok ellen. Ha olyan ellenfelekkel játszol, mint Argentína, akkor ha elkövetsz egy kis hibát, azért fizetned kell."
Elefántcsontpart kiesett a következő mérkőzésen a világbajnokságból, 1–2-es vereséget szenvedtek Hollandiától, de 0–2-ről fordítva legyőzték Szerbia és Montenegrót 3–2-re az utolsó mérkőzésükön, ahol Drogba az oldalvonalon kívülről figyelte a játékot, kiállítását követően. Drogba féktelenül ünnepelt elefántcsontparti csapattársaival és alig várta a végső sípszót. Később nyilatkozott a német televíziónak, hogy "roppantul büszke" csapattársaira, és úgy érzi ez a csapat Afrika büszkesége, különösen a megmutatkozó határozottsága miatt és tagadták, hogy elfogadták a vereséget.
2007 februárjában, Drogbát kinevezték az ENSZ nagykövetének.
A 2008-as afrikai nemzetek kupája selejtezőjén Drogba csapatával elsőként jutott tovább csoportjukból. Első mérkőzésükön Gabon ellen otthon 5–0-ra győztek, majd Madagaszkárt idegenben 3–0-ra verték. A 2007. június 3-án Bouakében megrendezett Madagaszkár elleni mérkőzésen, Elefántcsontpart otthon, 5–0-ra ütötte ki ellenfelét, ahol Drogba lőtte az ötödik gólt a 90. percben. Elefántcsontpart utolsó mérkőzésén 0–0-s döntetlent ért el a Gaboni válogatott ellen.
Elefántcsontpart az Afrikai Nemzetek Kupáján csoportjából százszázalékosan jutott tovább. A csoportmérkőzések során Drogba két gólt is szerzett, előbb Benin ellen szerezte meg a vezetést, majd következő mérkőzésükön Mali ellen is betalált.
A negyeddöntőben a Guinea elleni 5–0-s sikerben egy góllal vette ki a részét. Az elődöntőben Egyiptommal került össze csapata, ahol meglepetésre 4–1-es súlyos vereséget szenvedtek, Drogba szintúgy nem volt eredményes, akárcsak a harmadik helyért folyó küzdelemben, Ghána ellen, ahol idegtépő izgalmak között Ghána, a félidei 2–1-es eredményt, 4–2-re megfordította. Elefántcsontpart így negyedik helyen végzett a 2008-as afrikai nemzetek kupáján. A sorozatot a címvédő Egyiptom nyerte, miután a döntőben 1–0-ra győzték le Kamerunt. A kupa során Drogba 3 gólt tudott szerezni.
A 2010-es vb selejtezőin a válogatott mind a 6 meccsén pályára lépett, 5 gólt szerzett, Elefántcsontpart pedig veretlenül jutott ki a világbajnokságra, valamint a 2010-es Afrikai Nemzetek Kupájára. Utóbbin a halálcsoportba kerültek, Ghána, Togo, és Burkina Faso mellé. Azonban a torna előtt Togo visszalépett, mert buszukat fegyveres támadás érte. Így Drogbáéknak csak 2 meccset kellett játszaniuk, az elsőn Burkina Faso ellen 0-0 lett, a nagy rivális Ghána ellen pedig 3–1-re nyertek, Drogba a csapat 3. gólját lőtte a meccsen. Elefántcsontpart csoportelsőként jutott a negyeddöntőbe, ahol Algéria volt az ellenfél, és hosszabbítás után 3–2-re győzni tudott az Elefántok ellen.
2010. június 4-én, a világbajnokság előtti utolsó felkészülési meccsen veszélybe került Drogba vb-szereplése, eltört a karja. Másnap megműtötték, de csak reménykedtek, hogy felépül a torna kezdetéig. Június 15-én a FIFA engedélyezte, hogy a csatár egy speciális gipszben pályára lépjen. Az első meccsen a 65. pecben cserélték be a Portugália elleni, 0-0-ra végződő meccsen. A második ellenfél Brazília volt, Elefántcsontpart 3–1-es vereséget szenvedett, viszont Drogba szerezte a gólt. Az utolsó meccsen aratott sima, 3-0-s győzelem Észak-Korea ellen kevés volt a továbbjutáshoz, a válogatott a csoport 3. helyén végezve kiesett.

## Statisztikái

### Klubokban
| Klub             | Szezon           | Liga              | Liga  | Liga | Kupa  | Kupa | Ligakupa | Ligakupa | Nemzetközi | Nemzetközi | Egyéb | Egyéb | Összesen | Összesen |
| Klub             | Szezon           | Bajnokság         | Mérk. | Gól  | Mérk. | Gól  | Mérk.    | Gól      | Mérk.      | Gól        | Mérk. | Gól   | Mérk.    | Gól      |
| ---------------- | ---------------- | ----------------- | ----- | ---- | ----- | ---- | -------- | -------- | ---------- | ---------- | ----- | ----- | -------- | -------- |
| Le Mans          | 1998–99          | French Division 2 | 2     | 0    | 0     | 0    | 0        | 0        | 0          | 0          | 0     | 0     | 2        | 0        |
| Le Mans          | 1999–2000        | French Division 2 | 30    | 7    | 0     | 0    | 2        | 0        | 0          | 0          | 0     | 0     | 32       | 7        |
| Le Mans          | 2000–01          | French Division 2 | 11    | 0    | 3     | 1    | 0        | 0        | 0          | 0          | 0     | 0     | 14       | 1        |
| Le Mans          | 2001–02          | French Division 2 | 21    | 5    | 1     | 1    | 2        | 1        | 0          | 0          | 0     | 0     | 24       | 7        |
| Le Mans          | Összesen         | Összesen          | 64    | 12   | 4     | 2    | 4        | 1        | 0          | 0          | 0     | 0     | 72       | 15       |
| Guingamp         | 2001–02          | French Divison 1  | 11    | 3    | 0     | 0    | 0        | 0        | 0          | 0          | 0     | 0     | 11       | 3        |
| Guingamp         | 2002–03          | Ligue 1           | 34    | 17   | 3     | 4    | 2        | 0        | 0          | 0          | 0     | 0     | 39       | 21       |
| Guingamp         | Összesen         | Összesen          | 45    | 20   | 3     | 4    | 2        | 0        | 0          | 0          | 0     | 0     | 50       | 24       |
| Marseille        | 2003–04          | Ligue 1           | 35    | 19   | 2     | 1    | 2        | 1        | 16         | 11         | 0     | 0     | 55       | 32       |
| Marseille        | Összesen         | Összesen          | 35    | 19   | 2     | 1    | 2        | 1        | 16         | 11         | 0     | 0     | 55       | 32       |
| Chelsea          | 2004–05          | Premier League    | 26    | 10   | 2     | 0    | 4        | 1        | 9          | 5          | 0     | 0     | 41       | 16       |
| Chelsea          | 2005–06          | Premier League    | 29    | 12   | 3     | 1    | 1        | 0        | 7          | 1          | 1     | 2     | 41       | 16       |
| Chelsea          | 2006–07          | Premier League    | 36    | 20   | 6     | 3    | 5        | 4        | 12         | 6          | 1     | 0     | 60       | 33       |
| Chelsea          | 2007–08          | Premier League    | 19    | 8    | 1     | 0    | 1        | 1        | 11         | 6          | 0     | 0     | 32       | 15       |
| Chelsea          | 2008–09          | Premier League    | 24    | 5    | 6     | 3    | 2        | 1        | 10         | 5          | 0     | 0     | 42       | 14       |
| Chelsea          | 2009–10          | Premier League    | 32    | 29   | 4     | 3    | 2        | 2        | 5          | 3          | 1     | 0     | 44       | 37       |
| Chelsea          | 2010–11          | Premier League    | 36    | 11   | 2     | 0    | 0        | 0        | 7          | 2          | 1     | 0     | 46       | 13       |
| Chelsea          | 2011–12          | Premier League    | 24    | 5    | 3     | 2    | 0        | 0        | 8          | 6          | 0     | 0     | 35       | 13       |
| Chelsea          | Összesen         | Összesen          | 226   | 100  | 27    | 12   | 15       | 9        | 69         | 34         | 4     | 2     | 341      | 157      |
| Shanghaj Shenhua | 2012             | Kínai Szuperliga  | 11    | 8    | 0     | 0    | —        | —        | 0          | 0          | 0     | 0     | 11       | 8        |
| Shanghaj Shenhua | Összesen         | Összesen          | 11    | 8    | 0     | 0    | —        | —        | 0          | 0          | 0     | 0     | 11       | 8        |
| Galatasaray      | 2012–13          | Süper Lig         | 13    | 5    | 0     | 0    | —        | —        | 4          | 1          | 0     | 0     | 17       | 6        |
| Galatasaray      | 2013–14          | Süper Lig         | 24    | 10   | 3     | 1    | —        | —        | 8          | 2          | 1     | 1     | 36       | 14       |
| Galatasaray      | Összesen         | Összesen          | 37    | 15   | 3     | 1    | 0        | 0        | 12         | 3          | 1     | 1     | 53       | 20       |
| Chelsea          | 2014–15          | Premier League    | 28    | 4    | 2     | 0    | 5        | 1        | 5          | 2          | 0     | 0     | 40       | 7        |
| Chelsea          | Összesen         | Összesen          | 28    | 4    | 2     | 0    | 5        | 1        | 5          | 2          | 0     | 0     | 40       | 7        |
| Montreal Impact  | 2015             | MLS               | 11    | 11   | 0     | 0    | —        | —        | 0          | 0          | 3     | 1     | 14       | 12       |
| Montreal Impact  | 2016             | MLS               | 22    | 10   | 2     | 1    | —        | —        | 0          | 0          | 3     | 0     | 27       | 11       |
| Montreal Impact  | Összesen         | Összesen          | 33    | 21   | 2     | 1    | 0        | 0        | 0          | 0          | 6     | 1     | 41       | 23       |
| Phoenix Rising   | 2017             | USL               | 13    | 9    | 0     | 0    | —        | —        | —          | —          | 1     | 1     | 14       | 10       |
| Phoenix Rising   | 2018             | USL               | 8     | 4    | 0     | 0    | —        | —        | —          | —          | 4     | 3     | 12       | 7        |
| Phoenix Rising   | Összesen         | Összesen          | 21    | 13   | 0     | 0    | 0        | 0        | 0          | 0          | 5     | 4     | 26       | 17       |
| Karrier összesen | Karrier összesen | Karrier összesen  | 494   | 209  | 43    | 21   | 28       | 12       | 102        | 50         | 12    | 5     | 679      | 297      |

### A válogatottban
| Nemzet           | Év       | Barátságos | Barátságos | Nemzetközi verseny | Nemzetközi verseny | Összesen | Összesen |
| Nemzet           | Év       | Mérkőzés   | Gól        | Mérkőzés           | Gól                | Mérkőzés | Gól      |
| ---------------- | -------- | ---------- | ---------- | ------------------ | ------------------ | -------- | -------- |
| Elefántcsontpart |          |            |            |                    |                    |          |          |
| 2002             | 0        | 0          | 1          | 0                  | 1                  | 0        |          |
| 2003             | 4        | 1          | 3          | 3                  | 7                  | 4        |          |
| 2004             | 3        | 3          | 4          | 3                  | 7                  | 6        |          |
| 2005             | 3        | 1          | 5          | 6                  | 8                  | 7        |          |
| 2006             | 7        | 4          | 8          | 4                  | 15                 | 8        |          |
| 2007             | 6        | 3          | 2          | 1                  | 8                  | 4        |          |
| 2008             | 2        | 1          | 6          | 3                  | 8                  | 4        |          |
| 2009             | 1        | 1          | 5          | 6                  | 6                  | 7        |          |
| 2010             | 5        | 2          | 6          | 2                  | 11                 | 4        |          |
| 2011             | 2        | 1          | 3          | 4                  | 5                  | 5        |          |
| 2012             | 4        | 2          | 10         | 7                  | 14                 | 9        |          |
| 2013             | 2        | 1          | 7          | 3                  | 9                  | 4        |          |
| 2014             | 3        | 3          | 3          | 0                  | 6                  | 3        |          |
| Összesen         | Összesen | 42         | 23         | 63                 | 42                 | 105      | 65       |

### Góljai a válogatottban
| #  | Dátum               | Helyszín                           | Ellenfél     | Gólok | Eredmény  | Kiírás                                      |
| -- | ------------------- | ---------------------------------- | ------------ | ----- | --------- | ------------------------------------------- |
| 1  | 2003. február 11.   | Châteauroux, Franciaország         | Kamerun      | 0–3   | Győzelem  | Barátságos mérkőzés                         |
| 2  | 2003. június 8.     | Abidjan, Elefántcsontpart          | Burundi      | 6–1   | Győzelem  | 2004-es afrikai nemzetek kupája (selejtező) |
| 3  | 2003. június 8.     | Abidjan, Elefántcsontpart          | Burundi      | 6–1   | Győzelem  | 2004-es afrikai nemzetek kupája (selejtező) |
| 4  | 2003. június 8.     | Abidjan, Elefántcsontpart          | Burundi      | 6–1   | Győzelem  | 2004-es afrikai nemzetek kupája (selejtező) |
| 5  | 2004. március 31.   | Radès, Tunézia                     | Tunézia      | 2–0   | Győzelem  | Barátságos mérkőzés                         |
| 6  | 2004. március 31.   | Radès, Tunézia                     | Tunézia      | 2–0   | Győzelem  | Barátságos mérkőzés                         |
| 7  | 2004. április 28.   | Aix-les-Bains, Franciaország       | Guinea       | 4–2   | Győzelem  | Barátságos mérkőzés                         |
| 8  | 2004. június 6.     | Abidjan, Elefántcsontpart          | Líbia        | 2–0   | Győzelem  | 2006-os vb-selejtező (CAF)                  |
| 9  | 2004. június 20.    | Alexandria, Egyiptom               | Egyiptom     | 2–1   | Győzelem  | 2006-os vb-selejtező (CAF)                  |
| 10 | 2004. szeptember 5. | Abidjan, Elefántcsontpart          | Szudán       | 5–0   | Győzelem  | 2006-os vb-selejtező (CAF)                  |
| 11 | 2005. március 27.   | Abidjan, Elefántcsontpart          | Benin        | 3–0   | Győzelem  | 2006-os vb-selejtező (CAF)                  |
| 12 | 2005. március 27.   | Abidjan, Elefántcsontpart          | Benin        | 3–0   | Győzelem  | 2006-os vb-selejtező (CAF)                  |
| 13 | 2005. június 19.    | Abidjan, Elefántcsontpart          | Egyiptom     | 2–0   | Győzelem  | 2006-os vb-selejtező (CAF)                  |
| 14 | 2005. június 19.    | Abidjan, Elefántcsontpart          | Egyiptom     | 2–0   | Győzelem  | 2006-os vb-selejtező (CAF)                  |
| 15 | 2005. szeptember 4. | Abidjan, Elefántcsontpart          | Kamerun      | 2–3   | Vereség   | 2006-os vb-selejtező (CAF)                  |
| 16 | 2005. szeptember 4. | Abidjan, Elefántcsontpart          | Kamerun      | 2–3   | Vereség   | 2006-os vb-selejtező (CAF)                  |
| 17 | 2005. november 16.  | Genf, Svájc                        | Olaszország  | 1–1   | Döntetlen | Barátságos mérkőzés                         |
| 18 | 2006. január 17.    | Abu-Dzabi, Egyesült Arab Emírségek | Jordánia     | 2–0   | Győzelem  | Barátságos mérkőzés                         |
| 19 | 2006. január 21.    | Kairó, Egyiptom                    | Marokkó      | 1–0   | Győzelem  | 2006-os afrikai nemzetek kupája             |
| 20 | 2006. január 24.    | Kairó, Egyiptom                    | Líbia        | 1–0   | Győzelem  | 2006-os afrikai nemzetek kupája             |
| 21 | 2006. február 7.    | Alexandria, Egyiptom               | Nigéria      | 1–0   | Győzelem  | 2006-os afrikai nemzetek kupája             |
| 22 | 2006. június 4.     | Bondoufle, Franciaország           | Szlovénia    | 3–0   | Győzelem  | Barátságos mérkőzés                         |
| 23 | 2006. június 4.     | Bondoufle, Franciaország           | Szlovénia    | 3–0   | Győzelem  | Barátságos mérkőzés                         |
| 24 | 2006. június 10.    | Hamburg, Németország               | Argentína    | 1–2   | Vereség   | 2006-os világbajnokság                      |
| 25 | 2006. november 15.  | Le Mans, Franciaország             | Svédország   | 1–0   | Győzelem  | Barátságos mérkőzés                         |
| 26 | 2007. február 6.    | Rouen, Franciaország               | Guinea       | 1–0   | Győzelem  | Barátságos mérkőzés                         |
| 27 | 2007. június 3.     | Bouake, Elefántcsontpart           | Madagaszkár  | 5–0   | Győzelem  | 2008-as afrikai nemzetek kupája (selejtező) |
| 28 | 2007. október 17.   | Innsbruck, Ausztria                | Ausztria     | 2–3   | Vereség   | Barátságos mérkőzés                         |
| 29 | 2007. október 17.   | Innsbruck, Ausztria                | Ausztria     | 2–3   | Vereség   | Barátságos mérkőzés                         |
| 30 | 2008. január 12.    | Kuvaitváros, Kuvait                | Kuvait       | 2–0   | Győzelem  | Barátságos mérkőzés                         |
| 31 | 2008. január 25.    | Sekondi, Ghána                     | Benin        | 4–1   | Győzelem  | 2008-as afrikai nemzetek kupája             |
| 32 | 2008. január 29.    | Accra, Ghána                       | Mali         | 3–0   | Győzelem  | 2008-as afrikai nemzetek kupája             |
| 33 | 2008. február 3.    | Sekondi, Ghána                     | Guinea       | 5–0   | Győzelem  | 2008-as afrikai nemzetek kupája             |
| 34 | 2009. február 11.   | İzmir, Törökország                 | Törökország  | 1–1   | Döntetlen | Barátságos mérkőzés                         |
| 35 | 2009. március 29.   | Abidjan, Elefántcsontpart          | Malawi       | 5–0   | Győzelem  | 2010-es vb-selejtező (CAF)                  |
| 36 | 2009. március 29.   | Abidjan, Elefántcsontpart          | Malawi       | 5–0   | Győzelem  | 2010-es vb-selejtező (CAF)                  |
| 37 | 2009. június 14.    | Abidjan, Elefántcsontpart          | Kamerun      | 2–1   | Győzelem  | Barátságos mérkőzés                         |
| 38 | 2009. június 20.    | Ouagadougou, Burkina Faso          | Burkina Faso | 3-2   | Győzelem  | 2010-es vb-selejtező (CAF)                  |

## Sikerei, díjai

### Klubokban
Chelsea
- Angol bajnok: 2004–05, 2005–06, 2009–10, 2014–15
- Angol kupa: 2006–07, 2008–09, 2009–10
- Angol ligakupa: 2004–05, 2006–07
- Angol szuperkupa: 2005, 2009
- UEFA-bajnokok ligája: 2011–12

Galatasaray
- Török bajnok: 2012–13
- Török kupa: 2013–14
- Török szuperkupa: 2013

Phoenix Rising
- Nyugati-bajnokság (USL): 2018

### Egyéni
- A francia bajnokság legjobb játékosa: 2003–04
- Az UEFA-kupa gólkirálya: 2003–04
- Onze d’Or győztes: 2004
- Az év elefántcsontparti játékosa: 2006
- Az év afrikai labdarúgója: 2006

Második helyezett: 2004, 2005
Harmadik helyezett: 2003, 2007
- Az angol bajnokság gólkirálya: 2006–07, 2009–10
- Premier League Hírességek Csarnoka: 2022